# George Godfrey (Black Shadow)
Feab Smith Williams era o nome real de George Godfrey (Mobile, 25 de janeiro de 1897 - Los Angeles, 13 de agosto de 1947), um pugilista americano, que foi um pretenso campeão mundial dos pesos-pesados entre 1935 e 1937.

## Biografia
George Godfrey adotou esse nome nos ringues de boxe em uma homenagem a Old Chocolate Godfrey, um pioneiro boxeador negro que foi contemporâneo de John L. Sullivan, o primeiro campeão mundial peso-pesado da história moderna do boxe.
Iniciando sua carreira em 1919, após retornar da Primeira Guerra Mundial, Godfrey conseguiu um empate contra o grande Sam Langford em sua segunda luta profissional. Posteriormente, Godfrey viria a sofrer dois arrasadores nocautes contra o mesmo Langford.
Medindo 1,87m de altura e chegando a pesar até 120Kg, Godfrey era um lutador forte e imponente, contundo bastante indisciplinado, o que lhe causou muitas desqualificações ao longo de sua carreira.
Inconstante nos primeiros anos de carreira, quando sofreu nada menos do que nove derrotas, a partir de 1925, já sob a tutela de seu antigo algoz Sam Langford, Godfrey emplacou uma sequência de doze vitórias consecutivas, sendo oito delas vencidas por nocaute.
Em 1926, Godfrey sofreu uma derrota nos pontos para o então ascendente Jack Sharkey, futuro campeão mundial dos pesos-pesados. Não obstante, após essa derrota, Godfrey obteve importantes vitórias contra Bob Lawson e Larry Gains, que o levou a reivindicar para si o título de campeão mundial negro dos pesos-pesados.
Godfrey manteve-se invicto em 1927, ano em que conseguiu nocautear catorze de seus adversários. Já no ano seguinte, após uma vitória nos pontos contra o campeão europeu Paulino Uzcudun, Godfrey sofreu derrotas consecutivas para Johnny Risko e Larry Gains, sendo que esta última acabou lhe custando seu auto-proclamado título de campeão mundial negro dos pesos-pesados.
Em seguida, entre o restante de 1928 e 1930, Godfrey emplacou mais vinte e um nocautes na carreira, intermediados por três derrotas, dentre as quais figura uma desqualificação contra o gigante italiano Primo Carnera, que mais tarde viria a se tornar um campeão mundial dos pesos-pesados.
Já com trinta e quatro anos de idade, em 1931, Godfrey novamente se auto-proclamou campeão mundial negro dos pesos-pesados ao derrotar facilmente Seal Harris. Vivendo em uma época de extrema segregação racial, quando os campeões mundiais recusavam-se a colocar seus títulos em disputa contra lutadores negros, Godfrey manteve-se no topo dos pesos-pesados negros até 1933, quando acabou sendo destronado por Obie Walker.
Godfrey então quase abandonou sua carreira em 1934, porém retornando à ativa em 1935, obteve um série de seis vitórias seguidas, que culminaram com sua vitória diante do campeão europeu vigente Pierre Charles, em um combate anunciado com sendo válido pelo título mundial dos pesos-pesados, de acordo com a União Internacional de Boxe.
Depois de ter conquistado esse título mundial alternativo, uma vez que o campeão universalmente reconhecido da época era James Braddock, um já veterano Godfrey realizou sua última luta na carreira em 1937, quando acabou sendo nocauteado por Hank Hankinson. Faleceu em 1947, aos cinquenta anos, apenas dez anos após ter parado de boxear.
Em 2007, George Godfrey entrou para a galeria dos mais distintos boxeadores de todos os tempos, que hoje têm seus nomes imortalizados no International Boxing Hall of Fame.